# Андріївка (Оскільська сільська громада)
Андрі́ївка (в минулому — Вейківка) — село в Україні, у Оскільській сільській територіальній громаді Ізюмського району Харківської області. Населення становить 50 осіб. Розташоване на відстані 5 км від села Заводи. Площа 28,9 га. До 2020 орган місцевого самоврядування — Заводська сільська рада.

## Географія
Село Андріївка знаходиться на відстані 3 км від річки Сіверський Донець (правий берег), біля витоків річки Велика Комишуваха, яка в цьому місці пересихає, на ній кілька загат. На відстані 2 км розташоване село Петропілля, на відстані 1 км проходить автомобільна дорога Р79.

## Історія
Село засноване в 1774 році.
Зі слів старожилів, до революції село називалося Вейківкою. На цих землях колись оселився пан Вейко. За радянської влади село було перейменовано на Андріївку. До Другої світової війни село відносилося до Петропільської сільської ради.
В 1950–1960 роках проводилась політика укрупнення господарств. Андріївка була об'єднана з Заводською сільською радою.
12 червня 2020 року, розпорядженням Кабінету Міністрів України № 725-р «Про визначення адміністративних центрів та затвердження територій територіальних громад Харківської області», увійшло до складу Оскільської сільської територіальної громади.
19 липня 2020 року, в результаті адміністративно-територіальної реформи та ліквідації Ізюмського району (1923—2020), село увійшло до складу новоутвореного Ізюмського району.

## Населення

### Мова
Розподіл населення за рідною мовою за даними перепису 2001 року:
| Мова       | Кількість | Відсоток |
| ---------- | --------- | -------- |
| українська | 50        | 100%     |

## Населення
Згідно з переписом УРСР 1989 року чисельність наявного населення села становила 55 осіб, з яких 21 чоловік та 34 жінки.
За переписом населення України 2001 року в селі мешкало 50 осіб. 100 % населення вказало своєю рідною мовою українську мову.

## Економіка
- Молочно-товарна ферма.